# 市谷仲之町
市谷仲之町（いちがやなかのちょう）は、東京都新宿区の町名。住居表示実施済み地域。「丁目」の設定がない単独町名である。

## 地理
新宿区の中東部に位置する。町域の西から北西にかけては河田町に、北は市谷薬王寺町に接する。東は外苑東通りを境として市谷本村町に接し、南は住吉町に接する（地名はいずれも新宿区）。地域内の多くは、住宅街となっており、マンションも見られる。

### 地価
住宅地の地価は、2025年（令和7年）1月1日の公示地価によれば、市谷仲之町2-7の地点で155万円/m2となっている。

## 歴史
1986年（昭和61年）、隣の河田町とともに住居表示が実施され、実施後も従来の町名が継承された。
2023年（令和5年）11月6日、市谷薬王寺町の住居表示実施に伴い、町域の一部が同町へ編入（道路のみ）。

### 地名の由来
市谷本村町にあった尾張徳川家の上屋敷と河田町にあった屋敷のおおよそ中間に位置していたことから、付近を「仲ノ町」と呼ばれていたのが、そのまま地名になったといわれている。

## 世帯数と人口
2025年（令和7年）3月1日現在（新宿区発表）の世帯数と人口は以下の通りである。
- 世帯数 : 1,456世帯
- 人口 : 2,605人

### 人口の変遷
国勢調査による人口の推移。
| 年                 | 人口  |
| ------------------ | ----- |
| 1995年（平成7年）  | 1,176 |
| 2000年（平成12年） | 1,267 |
| 2005年（平成17年） | 1,700 |
| 2010年（平成22年） | 2,106 |
| 2015年（平成27年） | 2,391 |
| 2020年（令和2年）  | 2,634 |

### 世帯数の変遷
国勢調査による世帯数の推移。
| 年                 | 世帯数 |
| ------------------ | ------ |
| 1995年（平成7年）  | 590    |
| 2000年（平成12年） | 649    |
| 2005年（平成17年） | 846    |
| 2010年（平成22年） | 1,076  |
| 2015年（平成27年） | 1,262  |
| 2020年（令和2年）  | 1,390  |

## 学区
区立小・中学校に通う場合、学区は以下の通りとなる（2018年8月時点）。
- 区域 : 全域
  - 小学校 : 新宿区立牛込仲之小学校
  - 中学校 : 新宿区立牛込第一中学校

- 牛込仲之小学校は1964年の東京五輪開会式で鼓隊パレードを行なったことでも知られる[14]。

## 交通
当地域には鉄道駅はないが、都営新宿線の曙橋駅が至近にある。都営大江戸線の牛込柳町駅も利用可能である。

## 事業所
2021年（令和3年）現在の経済センサス調査による事業所数と従業員数は以下の通りである。
- 事業所数 : 64事業所
- 従業員数 : 452人

### 事業者数の変遷
経済センサスによる事業所数の推移。
| 年                 | 事業者数 |
| ------------------ | -------- |
| 2016年（平成28年） | 39       |
| 2021年（令和3年）  | 64       |

### 従業員数の変遷
経済センサスによる従業員数の推移。
| 年                 | 従業員数 |
| ------------------ | -------- |
| 2016年（平成28年） | 289      |
| 2021年（令和3年）  | 452      |

## 施設
- 新宿区立防災センター
- 新宿区立牛込仲之小学校

## 出身・ゆかりのある人物
- 八木逸郎（医師、衆議院議員） - 奈良県人で、住所が市谷仲之町[17]。
- 八木一男（衆議院議員） - 八木逸郎の息子。

## その他

### 日本郵便
- 郵便番号 : 162-0064[3]（集配局 : 牛込郵便局[18]）。